# خط ریش

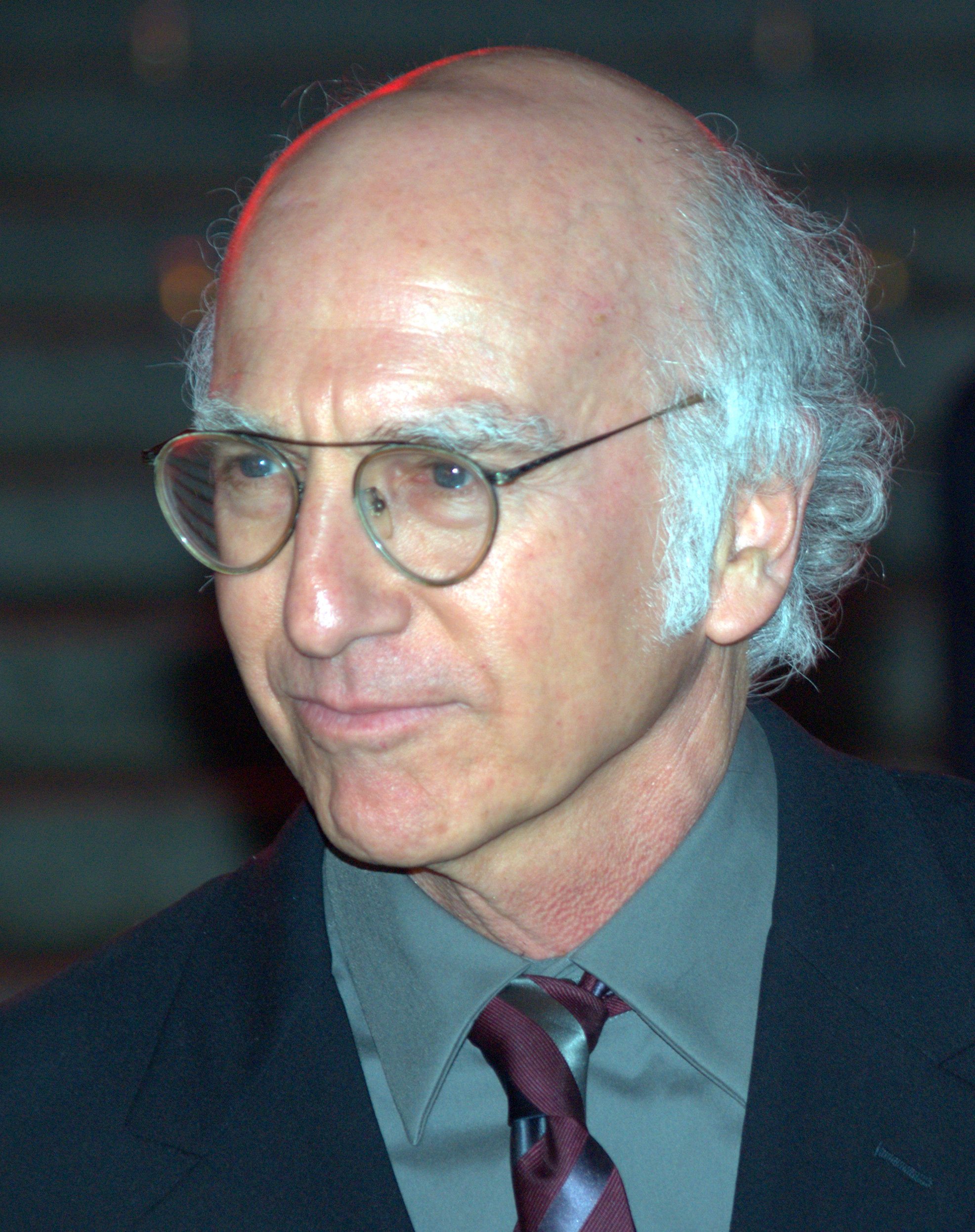
مردی با خط ریش (لری دیوید)

خط ریش بخشی از موی صورت است که در دو طرف صورت می‌روید. از مرز موها شروع می‌شود و به سمت پایین گوش‌ها امتداد می‌یابد در شرایطی که چانه فاقد ریش باشد.
از جمله افراد مشهور که دارای خط ریش هستند می‌توان به:ناصر طهماسب، آنتونیو خوزه د سوکره، برناردو اوهیگینز، آنتکنیک نارینو،خاویر مایلی، امانوئل مکرون،
جم اوزدمیر اشاره نمود.